# Марія Убах Фонт
Пані Марія Убах Фонт (фр. Maria Ubach Font) (14 червня 1973) — андоррська дипломатка і політична діячка, міністерка закордонних справ Андорри з липня 2017 року.

## Життєпис
Народилася 14 червня 1973 року. У 1998 році здобула ступінь з економіки в Університеті Тулузи і ступінь магістра в галузі міжнародних відносин Університет Париж I Пантеон-Сорбонна
У 1998 році розпочала кар'єру в Міністерстві закордонних справ Андорри як аташе. До 2001 року була постійною представницею при Раді Європи у Страсбурзі.
У 2001—2006 рр. — була першою секретаркою Посольства Андорри у Франції та постійною представницею при ЮНЕСКО.
До 2011 року — була директором багатосторонніх справ та співпраці міністерства.
З жовтня 2011 року по червень 2015 року — Надзвичайний і Повноважний посол Андорри у Франції і Португалії з резиденцією у Парижі, також є постійною представницею при ЮНЕСКО.
У 2015—2017 рр. — Надзвичайний і Повноважний посол Андорри у Бельгії, Нідерландах, Люксембурзі, Німеччині та Європейському Союзі, з резиденцією у Брюсселі.
У липні 2017 року — призначена міністеркою закордонних справ Андорри. Провела переговори щодо укладення угоди про асоціацію між Андоррою та Європейським Союзом.